# Игњат Карло Сопрон
Игњат Карло Сопрон (1821 – 1894) је био аустроугарски и српски издавач, новинар и типограф немачког порекла.

## Биографија
Потицао је из Новог Сада. Студирао је у Бечу. Штампао  је прво у Земуну, а касније и у Сарајеву, велики број српских листова као што су Србско народни вестник, Земунски гласник и Босански вјестник. Написао је монографију Земуна на немачком језику. Био је сматран неким ко је просрпске оријентације и помаже развој српске културе те је објављивао важне српске писце као што су Милован Видаковић, Петар II Петровић Његош, Доситеј Обрадовић, Милица Стојадиновић Српкиња и Љубомир Ненадовић. Писао је поред немачког и на српском језику.

## Дела
- Повестни нацрт града Земуна и околине му - монографија (српско издање, Тискарна И. К. Сопрона, 1882. Земун)[4]